# Liste der brasilianischen Botschafter in der Republik Kongo
Die Botschaft befindet sich in Brazzaville.
| Ernannt       | Name                              | Bemerkungen | Mensagem Senado Federal | im Senat des Nationalkongress vorgestellt am | ernannt von               | akkreditiert während der Regierung von | Posten verlassen |
| ------------- | --------------------------------- | --- | ----------------------- | -------------------------------------------- | ------------------------- | -------------------------------------- | ---------------- |
| 8. Aug. 2006  | Carlos Alberto Ferreira Guimarães | Amtssitz in Libreville | MSF 18 de 2006          | 2. Aug. 2006                                 | Luiz Inácio Lula da Silva | Denis Sassou-Nguesso                   |                  |
| 1. Juli 2008  | Affonso José Santos               | im August 2008 akkreditiert (* 13. Juli 1940 in Rio de Janeiro) Sohn von Catharina Anna Le Gall Santos und Mario Santos, 1. Juni 1980 Geschäftsträger in Ankara, 5. Oktober 1982: Geschäftsträger in Helsinki, 20. Juni 1984: Geschäftsträger in Helsinki, 19. Juni 1987 Geschäftsträger in Lomé, 27. Juni 1989: Geschäftsträger in Bern, 4. Dezember 1992: Geschäftsträger in Stockholm, 18. Juli 1995 Geschäftsträger in Riad, 18. März 2003: Geschäftsträger in Singapur, 14. Januar 2007 Geschäftsträger des Generalkonsulates in Los Angeles | MSF 74 de 2008          | 18. Juni 2008                                | Luiz Inácio Lula da Silva | Denis Sassou-Nguesso                   |                  |
| 11. Aug. 2010 | Paulo Américo Veiga Wolowsky      | | MSF 150 de 2010         | 3. Aug. 2010                                 | Luiz Inácio Lula da Silva | Denis Sassou-Nguesso                   |                  |
| 11. Juli 2011 | Paulo Américo Veiga Wolowsky      | Botschafter in Bangui (Zentralafrikanische Republik) | MSF 76 de 2011          | 28. Juni 2011                                | Dilma Rousseff            | Denis Sassou-Nguesso                   |                  |